# 世界路
世界路是中國上海市楊浦區一條道路，北起閘殷路，南至嫩江路。沿路两边以住宅區為主。

## 歷史
道路是大上海計劃的一部分，于1932年規劃時取名。道路与當時計劃新建的大同路相对称，取世界大同之意。1933年世界路開始建造。期初道路兩端分別為府北内路和市京路（今民京路），1938年延伸至闸股路。1942年又將道路改建成煤屑路面。